# Travunija
Travunija (srbsko Травунија/Travunija, starogrško starogrško Τερβουνία, Terbounía, sodobna izgovarjava Tervounía, latinsko Tribunia) je bila srednjeveška kneževina in del srednjeveške Srbije (850–1371). Kasneje je spadala v Bosansko kraljestvo (1373–1482).  V nekaj plemiških družinah je bila kneževina dedna. Te družine so bile običajno v sorodstvu z vladajočo dinastijo.  Regijo so leta 1482 okupirali osmanski Turki. Središče Travunije je bilo Trebinje.

## Zgodovina
V 9. in 10. stoletju je bila Župa Travunija v posesti plemiške družine Belojević. Pravico do vladanja je dobila v času vladavine kneza Vlastimirja (830–850)  iz dinastije Vlastimirovićev. Po smrti Časlava Vlastimirovića, zadnjega člana dinastije, je kneževina razpadla. Njeno ozemlje so si razdelili Bolgari in Bizantinci. Leta 1034 se je Stefan Vojislav, ustanovitelj dinastije Vojislavljević, uprl bizantinski oblasti. Razglasil se je za  kralja Srbov in vladal iz Duklje. Na začetku 12. stoletja se je za oblast v regiji začel boriti Desa Vukanović in dinastije Vukanović. Borbe so se nadaljevale tudi med vladavino dinastije Nemanjić (1166-1371). Vladarji Travunije so bili najpogosteje člani vladajoče dinastije ali njihovi zaupniki,  na primer vojaški poveljniki. Med temi je bila najbolj znana plemiška družina Vojinović. Po porazu Nikole Altomanovića, ki je vladal v Travuniji ob padcu Srbskega cesarstva, so si leta 1373 ozemlje Travunije razdelili knez Lazar Hrebeljanović, Đurađ I. Balšić Zetski in ban Tvrtko I. Kotromanić Bosanski. Trebinje so bile pod bosansko krono v posesti družine Pavlović, leta 1435 pa so postale del vojvodine Svetega Save, v kateri je vladala osmanska vazalna družina Kosača. Travunija je bila leta 1482 priključena k Osmanskemu cesarstvu in organizirana kot Hercegovski sandžak.